# Stella cœli extirpavit
Stella cœli extirpavit, talvolta scritta Stella cæli extirpavit, è un'antica antifona della Vergine Maria, nella quale si invoca la protezione della Madre di Gesù in occasione di epidemie.
Sembra che l'inno Stella Caeli Extirpavit sia stato composto dalle sorelle del Monastero di Santa Clara, a Coimbra, in Portogallo, durante la peste agli inizi del XIV secolo. Il testo di questa antifona deve molto alla spiritualità francescana. La prima fonte testuale è, senza la parte finale, in un Libro delle Ore di Charles d'Orléans risalente al 1430 (F-Pn lat. 1196, f. 231v). Saranno i frati minori a svolgere un ruolo molto attivo durante alcune delle piaghe che hanno devastato l'Europa. I francescani, i domenicani e altri ordini entrarono volontariamente nelle case dei malati e subirono gli effetti della peste sulla propria carne. La prima fonte per cercare di ricostruire la storia dell'antifona è De Origine Seraphicae Religionis Franciscanae, scritta da Padre Francesco Gonzaga (1541-1620) dal 1587. Ma prima di questa fonte il testo, con musica polifonica a 4 voci di Walter Lambe, si trova nel cosiddetto Libro Corale di Eton, del 1502. Il documento che raccoglie questa antifona è stampato a Barcellona nel 1677, nella tipografia di Francesc Cormellas e Vicente Surià: Antiphona et ora-/tio contra lugem contagiosam. Ex Chronicis Ordinis Seraphici Fratrum Minorum con-/scriptis di R. P: Franciscum Gonzaga, eiusdem Ordinis Generalem/, ed è conservato nell'Archivio della Chiesa di Santa Maria del Pi a Barcellona.
Durante la pandemia di COVID-19 del 2019-2021 questa antifona è stato recuperata da alcuni gruppi e reinterpretata in diverse versioni.

## Il testo completo[5]
| Latino | Italiano |
| --- | --- |
| "Stella coeli extirpavit, quae lactavit Dominum, mortis pestem quam plantavit primus parens hominum. Ipsa stella nunc dignetur sidera compescere, quorum bella plebem caedunt dirae mortis ulcere. O piissima stella maris, a peste succurre nobis. Audi nos Domina, nam Filius tuus nihil negans te honorat. Salva nos Jesu, pro quibus Virgo mater te orat". | La Stella del cielo, che diè latte al Signore, estirpò la mortale peste che il padre degli uomini portò nel mondo. Si degni ora la medesima Stella di placare il cielo, che irato contro la terra distrugge i popoli con la crudele piaga di morte. O pietosissima Stella del mare, Soccorrici dalla peste. Sii propizia alle nostre preghiere, o Signora, perché il tuo Figliuolo, che nulla a Te nega, ti onora. O Gesù, salva noi, pei quali ti prega la Vergine tua Madre. |